# Kodomo no Kodomo
Kodomo no Kodomo (コドモのコドモ lit. El niño de los niños?) es una serie de manga escrita e ilustrada por Akira Sasō. Fue serializada en la revista Manga Action en 2004 y fue recopilada en tres volúmenes en 2005. La serie se centra en una niña de once años llamada Haruna quien queda embarazada y da a luz con el apoyo de sus compañeros de clase. Una adaptación a imagen real, dirigida por Kōji Hagiuda y protagonizada por Haruna Amari, fue lanzada en 2008.

## Argumento
Haruna y su amigo de la infancia Hiroyuki son estudiantes de quinto grado de primaria. Su clase es la más revoltosa de la escuela, a pesar de los esfuerzos de la joven profesora Yagi y la representante de la clase, Mika. Un día, cuando juegan en el parque, ambos comienzan a hablar sobre sus genitales y Haruna le pregunta a Hiroyuki si quiere "meterlo". Encuentran la experiencia divertida y Haruna bromea sobre la "orina blanca" que salió del pene de Hiroyuki. Mientras van a sus respectivos hogares, Haruna no sospecha que ha quedado embarazada. Durante los próximos meses, Haruna comienza a subir de peso, lo que su familia atribuye a su aumento de apetito y comienza a padecer náuseas matutinas. Haruna se da cuenta de su embarazo después de que su profesora enseña una clase explícita de educación sexual, utilizando muñecos que ilustran las relaciones sexuales. La niña esconde este nuevo descubrimiento de su familia, tratando de mantener el embarazo en secreto. Después de temer que ha perdido a su madre y darse cuenta de lo importante que puede ser un padre, Haruna decide quedarse con el bebé, en lugar de tener un aborto.
El secreto de Haruna se revela lentamente. Le dice a Hiroyuki, como el padre, y a Daigo, de quien ella está enamorada. También accidentalmente le revela la noticia a Mika, pensando que era su amiga Mayu; Mika comienza a preocuparse por su compañera de clase embarazada. Toda la clase se entera del embarazo de Haruna antes de una competencia de atletismo, cuando Haruna rechaza las afirmaciones de que está gorda gritando "¡Estoy corriendo por dos personas!". A medida que se acerca la fecha de parto, la abuela de Haruna se entera del embarazo y le da a Haruna pañales de tela y un talismán para facilitar el parto, pero muere inesperadamente antes de poder contarle a la madre de Haruna. Mientras tanto, la maestra Yagi está perdiendo el control de su clase mientras es acosada por su exnovio, Nomura, con quien se separó después de insistir demasiado en el sexo. La PTA (Asociación de padres de familia), ajena al problema del acoso y su efecto en su vida hogareña de la profesora, encuentra a Yagi desorganizada y sin preparación para las clases. También están indignados por sus métodos de enseñanza, particularmente en la educación sexual. Hacia el final del embarazo de Haruna, los alumnos de quinto grado se amotinan contra Yagi, negándose a escuchar sus órdenes o seguir sus reglas.
En última instancia, el niño nace un mes antes de lo esperado. Incapaces de llegar a la familia de Haruna o a un médico, los niños deciden ayudar a Haruna a dar a luz en su escondite, una choza en el medio de un campo. Su compañero de clase Mitsuo, cuyo padre es obstetra, los guía a través del proceso y después del nacimiento los niños se turnan para cuidar al bebé, a quien nombran Hajime (que significa "comenzar) aunque Haruna es la única que puede alimentarlo. Los estudiantes intentan mantener a Hajime en secreto, sin embargo, después de que Haruna y los niños salvan a la Sra. Yagi de su acosador, esta se entera de la existencia del bebé. En lugar de informar las noticias a los padres de Haruna y para así no correr el riesgo de ser ridiculizada a nivel nacional por no saber que su propia estudiante estaba embarazada, la maestra prefiere enseñar a los niños como se debe cuidar a un bebé. 
El secreto es descubierto cuando el abuelo de Haruna sale inesperadamente a dar un paseo, llevándose al bebé con él desde el escondite. Los adultos que lo encuentran exigen saber de quién es el bebé lleva, y es así como Haruna confiesa. Los padres de Hiroyuki se niegan a reconocer a su hijo como el padre, mientras que la prensa y la conversación de los vecinos los lleva a mudarse a Hiroshima; en el último minuto Hiroyuki baja del tren para afirmar que él es el padre. Doce años después, Haruna ha criado a Hajime sola y se ha convertido en modelo. Los compañeros de clase y su maestra se reúnen en la vieja guarida y Hajime se encuentra con su padre por primera vez. La maestra Yagi embarazada de repente se pone en trabajo de parto, dando a luz a una hija a quien llama Haruna.

## Personajes
Haruna Mochida (持田 春菜 Mochida Haruna?)
Una niña de once años que crece en un ambiente donde los asuntos sexuales son discutidos raramente. Ella tiene una naturaleza rebelde.
Hiroyuki Tsurumaki (鶴巻 ヒロユキ Tsurumaki Hiroyuki?)
Un niño que ha sido amigo de Haruna desde la infancia. Él está principalmente interesado en los insectos.
Tama Maruyama (丸山 珠 Maruyama Tama?)
Una de las mejores amigas de Haruna.
Mayu Asakura (朝倉 真由 Asakura Mayu?)
Una de las mejores amigas de Haruna.
Mika Yoshida (吉田 美香 Yoshida Mika?)
Una niña tranquila y con gafas que es respetada por los adultos. Ella es representante de clase.
Kiyoko Yagi (八木 希代子 Yagi Kiyoko?)
Una joven maestra que tiene ideas progresivas. Ella tiene dificultades para controlar a su clase y es acosada por ésta. Otros profesores la desprecian por los problemas con su clase.
Saeko Ayako (冴子 綾子 Ayako Saeko?)
Madre de Haruna y Akimi.
Yoshiro Mochida (持田 ヨシロウ Mochida Yoshiro?)
Padre de Haruna y Akimi.
Akimi Mochida (持田 秋美 Mochida Akimi?)
Hermana de Haruna, mayor por seis años; su mejor amiga Tomoko tiene un aborto en la clínica Namatame.
Abuelo de Haruna (おじいちゃん Haruna no Ojichan?)
Un agricultor.
Abuela de Haruna (おばあちゃん Haruna no Obachan?)
La primera de la familia en notar el embarazo, pero de repente se desmalla y tres días antes del nacimiento muere.
Mansaku Kuboda (久保田 万作 Kuboda Mansaku?)
Compañero de clase obeso de Haruna.
Namatame Mitsuo (生田目 ミツオ Namatame Mitsuo?)
Compañero de clase de Haruna, su padre es obstetra en la clínica Namatane.
Daigo Kawakami (川上 ダイゴ Kawakami Daigo?)
El chico del que está enamorada Haruna.

## Publicación y recepción
Kodomo no Kodomo fue escrito por Akira Sasō y publicado en Manga Action en más de veinte números en 2004. Futabasha compiló y publicó tres volúmenes en 2005, el 28 de enero, el 28 de abril y el 27 de agosto, respectivamente. En 2008, Futabasha compiló toda la historia en un solo volumen. Mientras escribía la historia, Sasō intentó equilibrar el punto de vista de los niños con el de los adultos y enfatizar el conflicto entre lo antiguo y lo nuevo. Estableció la historia en un suburbio de Tokio.
Minami Nobunaga, repasando Kodomo no Kodomo para Asahi Shimbun, escribió que el manga, a pesar de su premisa aparentemente simple, tocó temas de educación, relaciones entre padres e hijos, comunidad, profesionalismo e igualdad de género. El crítico describió el manga como que llega a todos los sentidos del lector, incluso a través del calor de un pollo muerto y el sonido del corazón de Hajime latiendo sincronizado con el de Haruna.

## Adaptación cinematográfica
Una adaptación de acción en vivo del manga fue dirigida por Kōji Hagiuda, quien previamente había adaptado el manga Shindō de Sasō. La película fue filmada en Noshiro, Akita, aunque el ayuntamiento no estuvo de acuerdo con los temas de la película. Fue protagonizada por Haruna Amari, una nueva actriz quien fue elegida entre 400 niñas en una audición como Haruna. También presentó a Kumiko Aso, Juri Ueno, Mitsuki Tanimura, Yoshiko Miyazaki y Ken Mitsuishi. El tema no tenía precedentes en el cine japonés, un drama televisivo llamado 14-sai no Haha (madre de 14 años) había sido presentado en 2006; varios escritores también notaron que la película siguió el éxito de la película estadounidense temática similar a Juno (2007). La banda sonora de la película fue dirigida por Shugo Tokumaru, en su debut como compositor en películas. Antes de su lanzamiento hubo llamados para que se prohibiera por sus temas de embarazo adolescente, aunque la proyección se realizó según lo programado y la película se estrenó el 27 de septiembre de 2008.
En su reseña para The Japan Times, Mark Schilling describió la película como una exposición de "las idioteces y las hipocresías de los padres y maestros al tratar con la creciente sexualidad de los preadolescentes, mientras celebraba tiernamente el proceso del embarazo y el nacimiento", adoptando una visión positiva del embarazo precoz al tiempo que muestra las consecuencias y los escándalos que enfrenta una madre joven. En su reseña de la película, Yūichi Maeda le dio 55 de 100. Descubrió que había abandonado algunos de los elementos más oscuros del manga, como una clase que se volvía loca bajo un profesor feminista sin poder. También notó que la versión de la película cambió el atletismo a una obra de teatro de la escuela, y se quitó las gafas que Mika usó en el manga; consideró que estos son perjudiciales para la película, y que él descubrió que era incapaz de tratar adecuadamente con su material.